# 能年玲奈
能年玲奈（日语：／ Rena Nōnen、1993年7月13日—），現藝名為Non（日语： Non)，日本女演員、模特兒、歌手、藝術家和YouTuber。出身兵庫縣神崎郡神河町，現為non Inc.和音樂品牌KAIWA (RE)CORD的代表。
能年在2006年成為雜誌《nicola》的專屬模特兒，2010年出演電影《告白》以演員身分出道。2013年主演大熱NHK晨間劇《小海女》，飾演天野秋，開始走紅。因與前事務所LesPros鬧出合約糾紛，在2016年將藝名改為のん。

## 經歷

### 加入演藝界
能年玲奈生於日本兵庫縣神河町，家中有父母，還有一個小一歲的妹妹，共一家四口。因對新垣結衣十分憧憬，而且「喜歡成為焦點，想獲刊載在雜誌上面」，所以在2006年報名參加青少年潮流雜誌《nicola》的第10屆讀者模特選拔賽。當時13歲的能年成為獲得大獎的參加者之一，其他得獎者還有日南響子、溝口惠、寺本來可等人。同年於《nicola》上初次登場，正式成為該雜誌的專屬模特兒。此後不斷來往故鄉兵庫縣和東京工作，到中學畢業後才搬到東京。

### 初期演員生涯
能年在2010年5月號離開《nicola》後，演藝工作轉向演員發展。2010年上映的電影《告白》是她首部亮相大螢幕的作品，她在戲中飾演主角松隆子任教的37名學生之一。同年在《新·警視廳搜查一課9係season2》初次出演電視劇。2011年，她更主演了一部短編電影《狩獵動物的方法》，飾演一名孤獨的女高中生。這部電影是從映像產業振興機構實行的「年輕電影作家育成計劃」（ndjc）中誕生的短編作品。此外，她在同年亦有參與《教我愛的一切》、《高中生餐廳》等劇集的演出。
踏入2012年，她在電視劇和電影中露面的機會越來越多。電視劇方面，得以在月九劇《上鎖的房間》和TBS電視劇《Summer Rescue～天空的診療所～》兩部黃金檔劇集中擔任常規角色。電影方面，則出演了《烏鴉的拇指》和《大家早上好！》兩套電影。其中能年憑在《烏鴉的拇指》飾演河合真尋（河合まひろ），獲得第37屆報知電影獎新人獎，人生中首次獲得影視獎項。她在這部電影的選角會前讀了道尾秀介所寫的原著小說，深深為其著迷，十分希望出演真尋一角，故為此初次將頭髮剪短20厘米，終獲起用。
在戲劇演出以外，能年亦成為多個廣告的代言人。她在2012年3月獲起用為可爾必思的第11代廣告代言人。由於長澤雅美、川島海荷等前代「可爾必思女孩」都是備受期待的女演員新人，所以該廣告亦被看作是新人的「鯉魚躍龍門」。此外，同年9月起，獲起用為A-net「Ne-net」的代言人。

### 主演NHK晨間劇，成為人氣女星
2012年7月26日，NHK宣布在2013年上半年的晨間小說連續劇《小海女》中，起用能年玲奈為女主角「天野秋」（天野アキ），為能年初次主演電視連續劇。這部NHK晨間劇之前的《鬼太郎之妻》（松下奈緒主演）、《太陽公公》（井上真央主演）、《小梅醫生》（堀北真希主演）等幾部作品都沒有透過甄選會來決定主角人選，而《小海女》則再以甄選方式選角。能年在1953名報名者中脫穎而出，該劇總製作人訓霸圭表示她「水汪汪，十分清新。給人閃閃發光且清爽的印象。笨拙而充滿能量這一點跟女主角正合適」。能年對這番拔擢表示十分興奮。
這套劇的前半部份講述主角天野秋跟隨母親從東京來到母親的故鄉，受到祖母影響而希望成為當地的「海女」。因此，能年在劇中有不少潛水收穫海膽的情節。為此，在2012年7月26日宣布女主角人選後，她隨即接受潛水訓練，並在同年9月於岩手縣久慈市的海上開始拍攝。其後，天野秋成為當地的在地偶像，並上京成為偶像組合「GMT47」的一份子，所以在劇中時有歌舞場景。她對此表示「雖然唱歌跳舞很困難，但是很有趣」。《小海女》於2013年8月1日殺青。
《小海女》在2013年4月1日至9月28日期間播映，合共156集。能年玲奈憑此劇嬴得了2013年東京國際戲劇節主演女優賞、第78回日劇學院賞主演女優賞。該劇收視率一直保持高檔，全劇平均收視率約20.6%。劇中台詞 ｢じぇじぇじぇ｣（嗟嗟嗟）嬴得2013年新語、流行語大賞年間大賞。能年因此備受矚目。在Oricon舉辦的「2013年上半年最爆紅女演員」問卷調查中，能年位列第一。調查報道稱她的魅力在於其「純真的演技」，並指出來自女性的票數比男性票還要多。
2014年，主演電影《Hot Road》，並憑藉該片獲得了第27屆日刊體育映畫賞新人獎和第38屆日本電影學院獎新人獎 ；4月5日，富士電視台播放短篇系列劇《世界奇妙物語 2014年春季特別篇》，能年玲奈出演其中的一集 “空想少女”。12月27日，主演真人版電影《海月姫》上映。

### 活動休止
2015年4月，媒體報導能年和恩師瀧澤充子於1月時以個人名義開設獨立藝能經紀公司「三毛and花林糖」，此前未通知其經紀公司LesPros娛樂。能年在過去十年的演出工作稀少，曾在廣播和個人部落格多次透露想演戲的心情，有報導指能年與經紀公司的關係已經不佳、甚至傳出被冷凍的消息，縱使經紀公司冷凍能年的態度明顯，但經紀公司拒絕承認此事，並直至現今仍宣稱其仍隸屬該公司，意圖使相關業界人士認為其雇傭關係仍存糾紛，藉此惡意拖垮其演藝生命。
先前，經紀公司代表本間憲在個人推特上發佈了一則推文，內容為「戴上好人面具、裝成恩人來接近他人，從而進行洗腦的惡人在這個世界到處都有」，此文被懷疑與事件有關。6月，能年所屬的經紀公司LesPros娛樂正式提告《週刊文春》，表示有關能年的報導為損毀名譽，並提出了約1億1千萬日元的賠償金額及刊登道歉啟事之要求，對此週刊文春則強硬表示其所載內容為真實，無懼公開檢視。

### 復出
2016年6月底，能年與LesPros的合約屆滿。於同年7月復出，由於與LesPros的合約糾紛仍未解決，因此能年只能改用藝名「のん」（non）從事活動，然而Lespros宣稱能年在合約期間內曾獨斷拒絕工作超過1年時間，有違約之嫌，表示仍考慮採取法律行動追究。8月8日，能年改藝名後首次在公開場合亮相，拜訪岩手縣知事達增拓也。同月宣佈獲得為動畫電影《這個世界的角落》女主角配音的工作，並憑該片獲得第38屆橫濱影展審査員特別賞。
2016年12月21日，能年再度於NHK電視台節目《早安都市》內亮相。
2017年8月3日，宣佈進軍音樂界。
2018年4月12日、能年玲奈頁面從LesPros的官方網站上刪除。
2018年5月9日，發行首張專輯「スーパーヒーローズ」（Superhero's），自9月6日起在日本舉行五大城市巡演。
2018年9月8日，《小海女》5年後首度主演LINE網絡劇《未來小姐》（ミライさん）。
2019年4月30日，公布演出知名舞台劇改編的電影《星塵之町》，在《海月姬》之後睽違6年再次演出電影，預計2020年上映。

## 個人生活
- 性格內向，不擅長說話，怕生。

- 喜歡的食物為洋芋片，夏天沾麵，冬天拉麵。

- 休息日時喜歡待在家吃洋芋片看電影，曾於一週內看《乒乓》十次。

- 經常煮的料理為奶油烤通心粉。

- 緩解壓力的方式是在房間模仿好孩子的濱口優大聲喊叫。

- 個人興趣有繪畫、裁縫和彈結他，常常會做衣服，在部落格上貼上自己的畫[8]，創作藝術作品；亦曾在中學時期組成樂隊，擔任結他手[32]。

- 因《小海女》與小泉今日子演母女對手戲而結緣、戲外的「小泉媽媽」贈予縫紉機作為成人之日賀禮[33]。

- 在2013年第26屆小學館DIME趨勢大獎時，表示「來年絕對要買洗衣機！」[34]，亦於雜誌《DIME》2014年1月號得獎專訪中指定「最想要全自動洗衣機」。

## 媒體出演

### 電影
| 年分 | 標題                             | 角色             | 電影公司                  | 備註       |
| ---- | -------------------------------- | ---------------- | ------------------------- | ---------- |
| 2010 | 告白                             | 桐谷修花         | 東寶                      | 出道作品   |
| 2010 | 動物的狩獵方法（動物の狩り方）   | 美由紀           | ndjc                      | 主演       |
| 2011 | Avatar                           | 大久保凜         | 太秦                      |            |
| 2012 | 羅雷斯                           | 奧黛麗（Audrey） | 東寶東和                  | 日語版配音 |
| 2012 | 烏鴉的拇指                       | 河合真尋（河合まひろ）     | 二十世紀福斯/Phantom Film |            |
| 2012 | 大家早安！                       | 小友（トモちゃん）         | SHOWGATE                  |            |
| 2013 | 燃烧的向日葵（ひまわり～沖縄は忘れない　あの日の空を～）                 | 城間加奈         | GGVP（ゴーゴービジュアル企画）                  |            |
| 2014 | HOT ROAD                         | 宮市和希         | 松竹                      | 主演       |
| 2014 | 海月姬                           | 倉下月海         | Asmik Ace                 | 主演       |
| 2016 | 這個世界的角落（動畫電影）       | 北條鈴           |                           | 配音       |
| 2020 | 群星之城（星屑の町）                     | 愛               | 東映VIDEO                 | [ 31 ]     |
| 2020 | 戀愛腦內諮商室（私をくいとめて） | 黒川みつ子       | RIKIプロジェクト          | 主演       |
| 2022 | Ribbon                           | 浅川いつか       | RIKIプロジェクト          | 主演       |
| 2022 | さかなのこ                       | 坂菜君           | 東京テアトル              | 主演       |
| 2022 | 天間莊的三姊妹                   | 天間たまえ       | 東映                      | 主演       |
| 2024 | 我命中注定的飯店                 | 中島加代子       | 日活 / KDDI               | 主演       |
| 2025 | 新幹線驚爆倒數                   | 松本千花         | Episcope株式會社/Netflix  | 女主角     |

### 電視劇
| 年分 | 標題                             | 角色           | 日期             | 電視台     | 集數   | 備註 |
| ---- | -------------------------------- | -------------- | ---------------- | ---------- | ------ | ---- |
| 2010 | 新·警視廳搜查一課9係season2      | 一之瀨未來（一ノ瀬未来） | 8月11日          | 朝日電視台 | 第7集  |      |
| 2011 | 教我愛的一切                     | 德永玲奈       | 1月17日－3月28日 | 富士電視台 | 全劇   |      |
| 2011 | 高中生餐廳                       | 宮澤真帆（宮沢真帆）   | 5月7日－7月2日   | 日本電視台 | 全劇   |      |
| 2011 | 皇家怪盜                         | 鳩村楓（鳩村カエデ）     | 12月2日          | TBS        | 第6集  |      |
| 2012 | 上鎖的房間                       | 水城里奈         | 4月16日－6月25日 | 富士電視台 | 全劇   |      |
| 2012 | Summer Rescue～天空的診療所～    | 鈴木真子       | 7月8日－9月23日  | TBS        | 全劇   |      |
| 2013 | 小海女                           | 天野秋（）     | 4月1日－9月28日  | NHK        | 全劇   | 主演 |
| 2013 | 小海女（157集紅白篇）            | 天野秋（）     | 12月31日         | NHK        | 特別篇 | 主演 |
| 2014 | 世界奇妙物語 春之特別篇 空想少女 | 朝比奈薫       | 4月5日           | 富士電視台 | 單集   | 主演 |
| 2025 | 新聞主播                         | 篠宮楓         | 4月27日          | TBS        | 第3集  |      |

### 網路劇
| 年分 | 標題                 | 角色       | 日期             | 電視台    | 集數 | 備註 |
| ---- | -------------------- | ---------- | ---------------- | --------- | ---- | ---- |
| 2018 | 未來小姐             | 今野未來   | 9月8日 - 10月6日 | LINE LIVE | 全劇 | 主演 |
| 2025 | 加奈子的幸福殺手生活 | 西野加奈子 | 2月28日          | DMM TV    | 全劇 | 主演 |

### 電視動畫
2017年
- 鬼平（阿貴）

### 網路動畫
2023年
- 寶可夢 禮賓部（主演・春繪[35]）

### 代言
| 時間                                    | 商品                                            | 備註             |
| --------------------------------------- | ----------------------------------------------- | ---------------- |
| 2007年－2008年                          | NTT DoCoMo「START! DoCoMo運動」                 |                  |
| 2011年                                  | Oriental Land 東京迪士尼度假區                  |                  |
| 2012年3月－2015年3月                    | 可爾必思                                        | 第11代廣告代言人 |
| 2012年9月－2013年9月                    | A-net「Ne-net」                                 | [ 12 ]           |
| 2013年10月－2014年10月                  | Asahi「Natureve 果實 Dolce」                    | [ 36 ]           |
| 2013年12月－2014年12月                  | KOSÉ企業                                        | [ 37 ]           |
| 2014年1月－2016年3月                    | CANON 微單眼 「EOS M2」                         | [ 38 ]           |
| 2014年2月－2016年2月                    | CANON 輕便型數位相機「IXY」「PowerShot」        |                  |
| 2014年2月－2016年1月                    | 簡保生命保險                                    | [ 39 ]           |
| 2014年3月－2015年3月                    | JX日礦日石能源                                  | [ 40 ]           |
| 2014年6月－2015年9月、2017年9月－       | 史克威尔艾尼克斯 勇者鬥惡龍怪獸系列 Super Light | [ 41 ]           |
| 2014年12月－2015年2月、2018年6月 - 11月 | 巴而可 PARCOグランバザール                      | [ 42 ]           |
| 2017年3月－2018年10月                   | LINE MOBILE                                     |                  |
| 2017年3月至今                           | BESV電動自行車                                  | [ 43 ]           |
| 2017年5月1日至今                        | 岩手銀行                                        |                  |
| 2017年8月至今                           | JA全農                                          |                  |
| 2017年10月8日至今                       | 岩手縣最高級品種米「金色の風」                  |                  |
| 2017年12月至今                          | JR西日本                                        | [ 44 ]           |
| 2018年6月23日至今                       | UHA味覺糖「のんサプリbyグミサプリ」             |                  |
| 2018年6月                               | NO COFFEE×FIRSTORDER                            |                  |
| 2018年9月至今                           | 肌研 (香港)                                     |                  |

### 廣播節目
- SCHOOL OF LOCK! 「GIRLS LOCKS!」（2012年4月23日－2015年10月1日，TOKYO FM）：每月第四週的主持人

### MV
- CureaL（日语：チュール（歌手））（2012年2月1日）
- スチャダラパーとEGO-WRAPPIN' 「ミクロボーイとマクロガール」 （页面存档备份，存于）
- のん - RUN!!!【official music video】 （页面存档备份，存于）
- Single『RUN!!!・ストレート街道』ティザー （页面存档备份，存于）
- のん - スーパーヒーローになりたい（ショートバーション）【official music video】 （页面存档备份，存于）
- 堀込泰行 「WHAT A BEAUTIFUL NIGHT」 （页面存档备份，存于）

### 音樂
| 发售日         | 标题   | 最高位                   | 备注                              |
| -------------- | ------ | ------------------------ | --------------------------------- |
| 2017年8月6日   |        | --                       | 卡带形式，演唱会现场限量发售500份 |
| 2017年9月6日   | --     | 黑胶唱片形式，限量1500份 |                                   |
| 2017年11月22日 |        |                          |                                   |
| 2018年1月1日   | RUN!!! |                          |                                   |
| 2018年5月2日   |        |                          | 黑胶唱片，专辑先行曲              |
| 2018年5月9日   |        |                          | 首张专辑                          |
| 2018年5月9日   |        | 首张演唱会DVD            |                                   |

### 其他
- 第64回NHK紅白歌合戰「毎日PR!紅白」紅白宣傳大使（2013年12月1日－12月31日，NHK）

## 出版書籍

### 個人寫真
| 書籍名稱                       | 出版日期       | 出版社             | 國際標準書號       |
| ------------------------------ | -------------- | ------------------ | ------------------ |
| 能年玲奈首本寫真書（）         | 2014年8月18日  | 東京ニュース通信社 | ISBN 9784863364189 |
| 能年玲奈前往吳市3天2夜之旅（） | 2016年12月18日 | 雙葉社             | ISBN 9784575312102 |

### 影視專刊
| 書籍名稱                                       | 出版日期       | 出版社  | 國際標準書號       |
| ---------------------------------------------- | -------------- | ------- | ------------------ |
| NHK晨間劇小海女能年玲奈之天野秋（）            | 2013年8月27日  | NHK出版 | ISBN 9784140816110 |
| Hot Road官方指南（ホットロード OFFICIAL BOOK）                           | 2014年6月26日  | 集英社  | ISBN 9784087807271 |
| 海月姬官方寫真書（海月姬 OFFICIAL PHOTO BOOK） | 2014年12月12日 | 講談社  | ISBN 9784062192859 |

### 雜誌書
| 書籍名稱                           | 出版日期      | 出版社     | 國際標準書號       |
| ---------------------------------- | ------------- | ---------- | ------------------ |
| 創作藝術家NON（創作あーちすとNON） | 2017年3月15日 | 太田出版社 | ISBN 9784778315689 |
| 女生要張牙舞爪 (女の子は牙をむく)  | 2018年5月9日  | PARCO      | ISBN 9784865062632 |

## 獲獎
2012年度
- 第37屆報知電影獎 新人獎（烏鴉的拇指）[10][11]

2013年度
- 東京國際戲劇節2013 主演女演員獎（小海女）[45]
- 第78屆日劇學院賞2013 主演女演員獎（小海女）
- 第26屆小學館DIME趨勢大獎 話題人物獎

2014年度
- 第38屆獎 新人獎
- 第17屆日刊體育日劇大獎 主演女優獎
- 第22屆橋田賞 新人獎
- 第27屆日刊體育電影大獎 新人獎（Hot Road）
- 第6屆TAMA電影獎 最優秀新進女演員獎[46]
- 第38屆日本電影學院獎 新人俳優賞（Hot Road）[47]
- 第31屆淺草演藝大獎 新人獎[48]

2016年度
- 第38屆横滨电影节審査員特別獎（這個世界的角落）[49]
- 第11屆聲優獎特別獎（這個世界的角落）[50][51]

2017年度
- 第65回菊池寬獎（這個世界的角落）
- 57th ACC TOKYO CREATIVITY AWARDS ACC金獎
- LINE BLOG OF THE YEAR 2017 年度大賽獎[52]

2020年度
- 第30屆日本電影影評人大獎 最佳女主角獎（戀愛腦內諮商室）[53]

## 外部連結
- のん的官方網站（日語）
- のん （页面存档备份，存于）的部落格（日語）（2016年8月18日 - ）
- のん的Instagram帳戶（日語）（2016年8月18日 - ）
- のん的X（前Twitter）（日語）（2016年8月18日 - ）
- のん （页面存档备份，存于）的Youtube頻道 （日語）
- のん （页面存档备份，存于）的LINE LIVE（日語）（2016年10月17日 - ）
- のん的新浪微博（日語）（简体中文）（2018年8月22日 - ）
- 能年玲奈LesPros個人介紹頁（日語）
- 能年玲奈LesPros官方影迷會網頁 （页面存档备份，存于）（日語）
- 能年玲奈 （页面存档备份，存于）LesPros官方部落格（日語）（2007年3月27日 - 2016年5月10日）
- 能年玲奈的X（前Twitter）（日語）（2016年5月10日，最後發文）